# Musikjahr 1680
Liste der Musikjahre

◄◄ | ◄ | 1676 | 1677 | 1678 | 1679 | Musikjahr 1680 | 1681 | 1682 | 1683 | 1684 | ► | ►►

Weitere Ereignisse
Dieser Artikel behandelt das Musikjahr 1680.

## Ereignisse
- Arcangelo Corelli schließt Freundschaft mit Cristiano Farinelli.
- Antonio Stradivari macht sich in Cremona selbstständig.
- John Blow muss seinen Job als Organist an der Westminster Abbey aufgeben, um Henry Purcell Platz zu machen.
- Georg Muffat geht nach Italien, um bei Bernardo Pasquini Orgel zu studieren.
- Erster Hinweis auf die Existenz einer Marimba in Guatemala.

## Instrumental- und Vokalmusik (Auswahl)
- Heinrich Biber – Mensa sonora
- Dieterich Buxtehude – Membra Jesu Nostri
- Marc-Antoine Charpentier
  - Filius prodigus
  - Leçon de ténèbres du Vendredi saint, H.105
  - Laudate pueri Dominum, H.203
  - Concert pour 4 parties de violes, H.545
- Denis Gaultier – Livres de tablature des pièces de luth
- Ennemond Gaultier
  - Livre de musique pour le luth contenant une métode
  - Pièces de luth en musique avec des règles pour les toucher parfaitement sur le luth, et sur le clavessin
  - Suite in d-moll
- Johann Caspar Horn – Geistliche Harmonien
- Charles Mouton – Pièces de luth sur différents modes
- Henry Purcell
  - Beati omnes qui timent Dominum, Z.131
  - Fantasias and In Nomines, Z.732-747
  - Pavane and Chaconne in G minor, Z.752 (Pavane) und Z.730 (Chaconne)
  - Remember not, Lord, our offences
  - 12 Sonatas of Three Parts, Z.790-801
- Sebastian Anton Scherer – 14 Sonatas, op. 3
- Johann Heinrich Schmelzer – Lamento sopra la morte di Ferdinand III
- Giovanni Battista Vitali – Partite sopra diverse sonate

Jean-Baptiste Lully – Proserpine – Titelseite der Partitur, Paris 1680

## Musiktheater
- 03. Februar: Uraufführung der Oper Proserpine von Jean-Baptiste Lully (Musik) mit einem Libretto von Philippe Quinault am französischen Königshof in Saint-Germain-en-Laye.
- 06. Februar: Die Uraufführung der Oper L’Honestà negli Amori von Alessandro Scarlatti findet im Palazzo Bernini in Rom statt.
- Pietro Simone Agostini – Il ratto delle Sabine
- Antonio Sartorio – La Flora

## Geboren

### Geburtsdatum gesichert
- 14. Januar (getauft): Manuel de Sumaya, mexikanischer Komponist und Kapellmeister († 1755)
- 16. Januar: Giampaolo De Dominici, italienischer Schauspieler, Sänger und Komponist († 1758)
- 20. März: Emanuele d’Astorga, italienischer Komponist († um 1757)
- 19. April: Johann Friedrich Helbig, deutscher geistlicher Dichter, Sänger und Kapellmeister († 1722)
- 05. Mai: Giuseppe Porsile, italienischer Komponist und Gesangslehrer († 1750)
- 06. Mai: Jean-Baptiste Stuck, französischer Cellist und Komponist († 1755)
- 21. Mai: Friedrich Karl Graf zu Erbach-Erbach, regierender Graf der Grafschaft Erbach und ein deutscher Komponist († 1731)
- 29. September: Christian Friedrich Hunold, deutscher Dichter und Librettist († 1721)
- 11. November: Nicolaus Seeber, deutscher Orgelbauer, Komponist und Lehrer († 1739)
- 18. November (getauft): Jean-Baptiste Loeillet, belgischer Komponist († 1730)

### Genaues Geburtsdatum unbekannt
- Louis de Caix d’Hervelois, französischer Komponist und Gambist († 1759)

### Geboren um 1680
- Domenico Maria Dreyer, italienischer Komponist († um 1740)
- Margherita de L’Épine, Sängerin (Sopran) des Barock († 1746)

## Gestorben

### Todesdatum gesichert
- 01. April: David Denicke, deutscher Jurist und Kirchenlieddichter (* 1603)
- 29. Mai: Abraham Megerle, deutscher Komponist und Kirchenmusiker (* 1607)
- 31. Mai: Joachim Neander, deutscher Kirchenlieddichter (* 1650)
- 27. August: Joan Cererols, katalanischer Benediktiner und Komponist (* 1618)
- 11. September: Marco Uccellini, italienischer Komponist (* 1603 oder 1610)
- 01. Oktober: Pietro Simone Agostini, italienischer Komponist (* um 1635)
- 13. Oktober: Lelio Colista, italienischer Komponist und Lautenist (* 1629)
- 13. Oktober: François Roberday, französischer Komponist und Organist (* 1624)
- 19. Oktober: Jacob Weckmann, deutscher Komponist und Organist (* um 1650)
- 18. November: Baldassare Ferri, italienischer Soprankastrat (* 1610)
- 22. November: Prokop von Templin, deutscher Schriftsteller und geistlicher Lieddichter (* 1609)
- 27. November: Athanasius Kircher, deutscher Universalgelehrter, Musiktheoretiker und Autor (* 1602)
- 04. Dezember: Petronio Franceschini, italienischer Komponist und Cellist (* 1651)

### Genaues Todesdatum unbekannt
- Ernst Abel, deutscher Cembalist, Bratschist und Hofmusiker (* 1610)
- Johann Heinrich Schmelzer, österreichischer Violinist, Komponist und Kapellmeister (* um 1623)

### Gestorben nach 1680
- François Martin, französischer Komponist und Gitarrist (* vor 1658)